# Cristiano X da Dinamarca
Cristiano X (Charlottenlund, 26 de setembro de 1870 – Copenhague, 20 de abril de 1947) foi o rei da Dinamarca de 1912 até sua morte e também o único rei da Islândia de 1918 até 1944. Foi o terceiro monarca dinamarquês da Casa de Eslésvico-Holsácia-Sonderburgo-Glucksburgo e o primeiro membro de sua família desde o rei Frederico VII a nascer dentro da família real dinamarquesa; tanto seu pai quanto seu avô eram príncipes germânicos. Era também irmão do rei Haakon VII da Noruega.
Como governante, o seu carácter foi descrito como sendo autoritário e Cristiano sempre sublinhou a importância da dignidade e poder reais. O facto de se ter mostrado relutante em aceitar a democracia levou à Crise da Páscoa de 1920, durante a qual demitiu um governo eleito democraticamente por não concordar com o mesmo e colocou um governo à sua escolha no poder. De acordo com a constituição, tinha o direito nominal de o fazer, mas confrontado com o risco da queda da monarquia, foi forçado a aceitar o controle democrático do estado e o seu papel como monarca constitucional.
Apesar de a sua popularidade ter sido abalada devido a este episódio, durante a ocupação alemã da Dinamarca, Cristiano acabaria por se tornar num símbolo popular da resistência aos alemães, principalmente devido ao seu hábito simbólico de andar todos os dias de cavalo pelas ruas de Copenhaga sem a companhia dos seus guardas. Também se tornou o protagonista de uma lenda urbana que diz que, durante a ocupação Nazi, usou a Estrela de David, como gesto de solidariedade para com os judeus da Dinamarca. Os judeus da Dinamarca não eram obrigados a usar a Estrela de David, no entanto, esta lenda provavelmente surgiu de um relatório britânico datado de 1942, no qual o rei terá ameaçado usar a estrela se os judeus do seu país fossem obrigados a fazer o mesmo. Esta afirmação também pode ser encontrada no diário pessoal do rei, no qual ele escreveu o seguinteː
"Quando vemos o tratamento desumano que estão a dar aos judeus, não só na Alemanha, mas também nos países ocupados, começamos a preocupar-nos que esse desafio também nos seja colocado a nós, mas temos de o recusar claramente, uma vez que eles se encontram protegidos pela constituição dinamarquesa. Afirmei que não poderia cumprir essa exigência junto dos cidadãos dinamarqueses. Se essa exigência fosse feita, o melhor a fazer seria usarmos todos a Estrela de David."
Além disso, também ajudou a financiar o transporte de judeus dinamarqueses para a Suécia, que ainda não tinha sido ocupada, e estava livre da perseguição dos Nazis.
Com um reinado que se prolongou pelas duas guerras mundiais, e devido ao seu papel como símbolo de união do sentimento nacionalista da Dinamarca durante a ocupação alemã, Cristiano X tornou-se um dos monarcas dinamarqueses mais populares dos tempos modernos.

## Primeiros anos
Cristiano nasceu a 26 de Setembro de 1870 no Palácio de Charlottenlund, no município de Gentofte, a norte de Copenhaga, durante o reinado do seu avô paterno, o rei Cristiano IX. Foi o primeiro filho do príncipe-herdeiro Frederico da Dinamarca e da sua esposa, a princesa Luísa da Suécia, única filha do rei Carlos XV da Suécia. Foi baptizado na capela do Palácio de Christiansborg a 31 de Outubro de 1870 pelo bispo de Zealand, Hans Lassen Martensen.
Depois de ser o primeiro monarca dinamarquês passar nos seus exames finais em 1889, Cristiano começou a sua educação militar, como era costume nos príncipes da época e, posteriormente, prestou serviço militar em vários regimentos.

### Casamento
Na juventude, o príncipe Cristiano se apaixonou pela princesa francesa Margarida de Orléans, irmã mais nova da princesa Maria de Orléans, esposa de seu tio, o príncipe Valdemar da Dinamarca. No entanto, seus sentimentos não foram correspondidos e, após alguns anos, ela se casou com o Duque de Magenta, filho presidente francês Patrice de Mac-Mahon.
Outra candidata a esposa de Cristiano foi sua prima, a princesa Vitória Alexandra do Reino Unido, uma neta da rainha Vitória. Todavia, a princesa também rejeitou-o, para grande decepção dos seus pais.

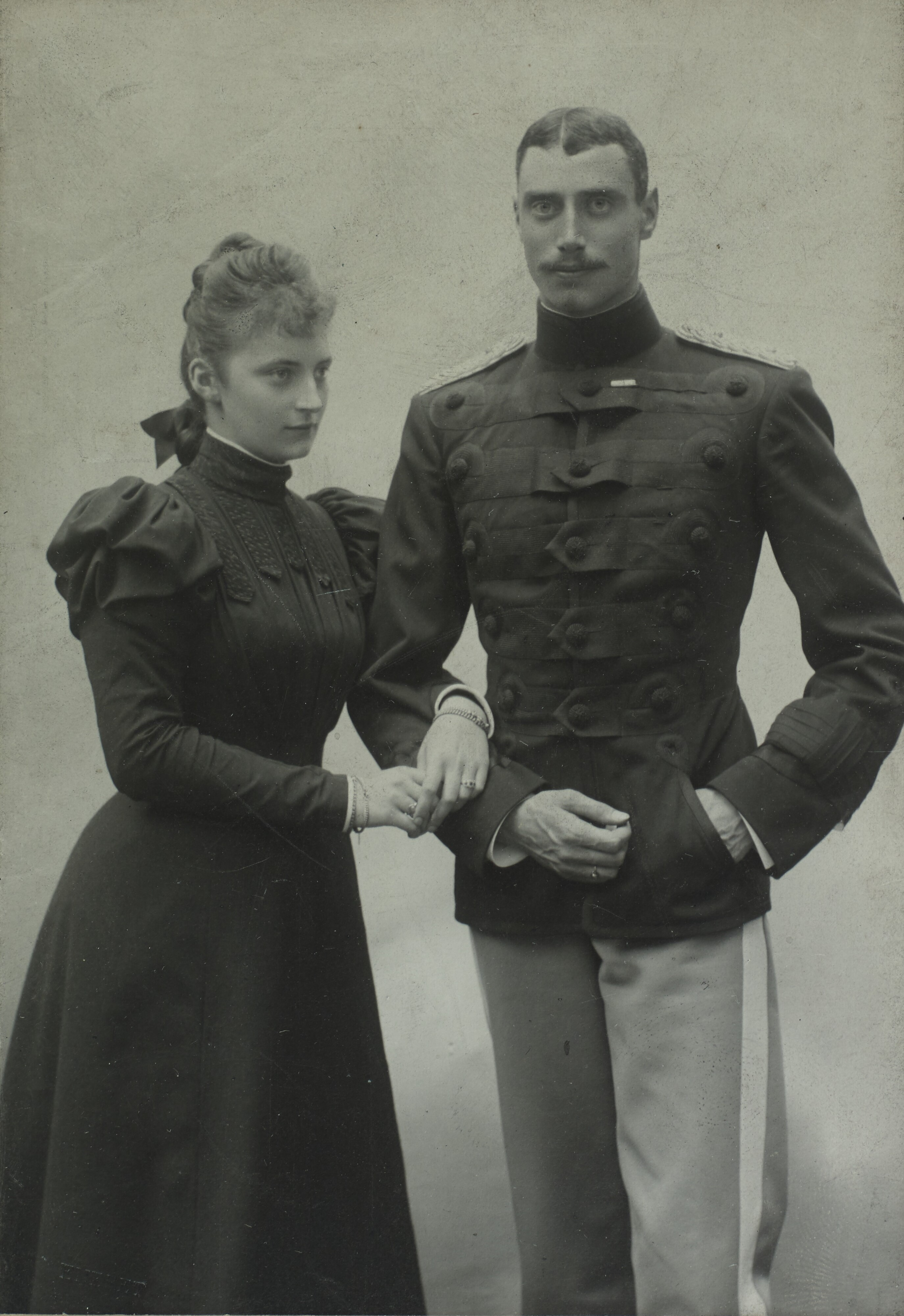
Cristiano X com a sua esposa Alexandrina.

Cristiano casou-se com a duquesa Alexandrina de Mecklemburgo-Schwerin em Cannes a 26 de Abril de 1898; ela era filha de Frederico Francisco III, Grão-Duque de Mecklemburgo-Schwerin, e da grã-duquesa Anastásia Mikhailovna da Rússia. Posteriormente, Alexandrina tornou-se sua rainha-consorte. Juntos tiveram dois filhos:
- Frederico da Dinamarca (1899–1972), depois rei Frederico IX da Dinamarca; casou-se com a princesa Ingrid da Suécia; com descendência.
- Canuto da Dinamarca (1900–1976), depois Canuto, Príncipe-Herdeiro da Dinamarca;  casou-se com a princesa Carolina Matilde da Dinamarca; com descendência.

O casal recebeu o palácio de Cristiano VII, o Palácio de Amalienborg, em Copenhaga, que passou a ser a sua residência oficial, e o Palácio de Sorgenfri a norte de Copenhaga como residência de verão. Além destes, o palácio também recebeu o Palácio de Marselisborg como presente de casamento do povo dinamarquês em 1898. O rei também construiu um villa particular, a Klitgården em Skagen

### Príncipe-herdeiro
A 29 de Janeiro de 1906, o rei Cristiano IX morreu e o pai de Cristiano subiu ao trono como rei Frederico VII. Cristiano tornou-se príncipe-herdeiro da Dinamarca.

## Subida ao trono
A 14 de Maio de 1912, o rei Frederico VII morreu quando desmaiou depois de sentir falta de ar enquanto dava um passeio a pé num parque em Hamburgo, na Alemanha. O rei estava de regresso depois de ter passado uma temporada em Nice, na França, por motivos de saúde e estava na cidade de forma anónima antes de regressar a Copenhaga. Cristiano estava em Copenhaga quando soube da morte do pai e que iria subir ao trono como Cristiano X.

## A Crise da Páscoa de 1920

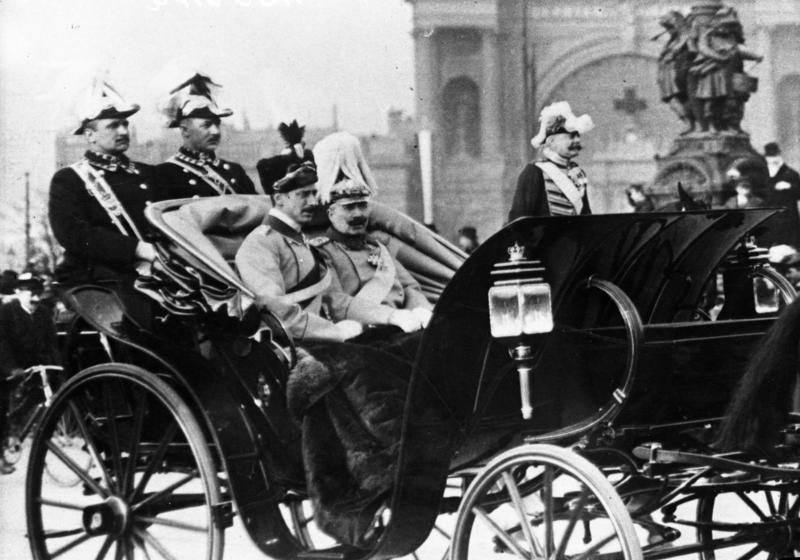
Cristiano com o imperador Guilherme II da Alemanha durante uma visita de estado em 1913.

Em Abril de 1920, Cristiano provocou a Crise da Páscoa, talvez o momento mais decisivo na evolução da monarquia dinamarquesa no século XX. O motivo principal que causou um conflito entre o rei e o governo foi a reunificação de Schleswig, um antigo condado dinamarquês que tinha sido perdido para a Prússia durante a Segunda Guerra de Schleswig, à Dinamarca. Os dinamarqueses reclamaram os seus direitos de soberania na região até ao final da Primeira Guerra Mundial, altura em que a derrota da Alemanha permitiu resolver a disputa. Segundo os termos do Tratado de Versalhes, a soberania de Shleswig seria decidida através de dois plebiscitosː um realizado no norte de Schleswig (o condado da Jutlândia do Sul da Dinamarca entre 1971 e 2006), e o outro no centro de Schleswig (actualmente parte do estado alemão de Schleswig-Holstein). Não havia qualquer plebiscito planeado para o sul de Schleswig, uma vez que era dominado por uma maioria étnica alemã e, de acordo com o sentimento dominante da época, um estado da Alemanha do pós-guerra.
No norte de Schleswig, setenta e cinco por cento da população votou a favor da reunificação com a Dinamarca e vinte-e-cinto por centro a favor de continuar na Alemanha. Nesta votação, foi considerado que toda a região foi considerada como uma unidade indivisível, e, assim sendo, toda a região foi entregue à Dinamarca. No centro de Schleswig, o resultado foi o oposto, uma vez que oitenta por cento da população quis ficar na Alemanha e só vinte por cento queria regressar à Dinamarca. Nesta votação, cada município decidiu o seu próprio futuro e as maiorias alemãs prevaleceram por toda a parte. Tendo em vista estes resultados, o governo do primeiro-ministro Carl Theodor Zahle determinou que a reunificação do norte de Schleswig podia avançar, enquanto que o centro deveria permanecer sob controlo alemão.
Muitos nacionalistas dinamarqueses eram da opinião que pelo menos a cidade de Flensburg, no centro de Schleswig, deveria regressar ao controlo dinamarquês, independentemente dos resultados do plebiscito, devido à quantidade considerável da minoria dinamarquesa que lá vivia e também ao desejo de enfraquecer permanentemente a Alemanha no futuro. Cristiano X concordava com estas opiniões e ordenou ao primeiro-ministro que incluísse Flensburg no processo de reunificação. Uma vez que a Dinamarca era uma democracia parlamentar desde o governo de Deuntzer em 1901, Zahle sentia que não tinha a obrigação de obedecer. Recusou a ordem e demitiu-se vários dias depois, depois de uma discussão acesa com o rei.
Em consequência, Cristiano X demitiu todo o governo e substituiu-o por um governo conservador de facto. Esta demissão provocou manifestações e uma atmosfera quase revolucionária na Dinamarca e, durante vários dias, o futuro da monarquia parecia muito duvidoso. Por causa disso, deram-se início a negociações entre o rei e os membros do partido Social Democrata. Confrontado com o possível fim da monarquia dinamarquesa, Cristiano X desistiu e demitiu o seu próprio governo, instaurando um governo transitório até à realização de novas eleições mais tarde nesse mesmo ano.
Foi a última vez que um monarca dinamarquês tentou tomar uma atitude política sem o apoio do parlamento. Depois da crise, Cristiano X aceitou um papel drasticamente reduzido como chefe de estado simbólico.

## Segunda Guerra Mundial
Às 4 da manhã do dia 9 de Abril de 1940, a Alemanha Nazi invadiu a Dinamarca num ataque surpresa, apanhando o Exército e a Marinha da Dinamarca desprevenidos e destruindo a sua força aérea. Cristiano X percebeu imediatamente que a Dinamarca se encontrava numa posição impossível. O seu território e população eram demasiado reduzidos para conseguir resistir à Alemanha durante um período de tempo sustentável. O seu território plano seria facilmente trilhado pelos tanques alemães; a Jutlândia, por exemplo, seria facilmente conquistada pelos tanques alemães a partir de Schleswig-Holstein que ficava imediatamente a sul. Ao contrário dos seus vizinhos nórdicos, a Dinamarca não possuía montanhas nas quais seria possível montar uma linha de resistência. Sem perspectivas de conseguir segurar a sua posição durante muito tempo, confrontado com uma ameaça explícita de um bombardeamento da Luftwaffe que tinha como alvo a população civil de Copenhaga e apenas com um general a favor de continuar a lutar, Cristiano X e todo o governo dinamarquês capitularam perto das 6 da manhã, em troca de permanecerem independentes na sua política doméstica, dando assim início à ocupação da Dinamarca que duraria até 5 de Maio de 1945.
Ao contrário do seu irmão, o rei Haakon VII da Noruega, da rainha Guilhermina dos Países Baixos, do rei Jorge II da Grécia, da grã-duquesa Carlota do Luxemburgo, do rei Pedro II da Jugoslávia, do presidente Edvard Beneš da Checoslováquia, e do presidente Władysław Raczkiewicz da Polónia, que foram todos para o exílio (sendo a única excepção o rei Leopoldo III da Bélgica) durante a ocupação nazi dos seus países, Cristiano X permaneceu na capital ao longo de todo o período de ocupação do seu país, tornando-se um símbolo da causa nacional para os seus súbditos (Haakon fugiu dos alemães invasores depois de se ter recusado a aceitar a instauração de um regime fantoche favorável aos nazi).
Até ao momento em que os alemães impuseram a lei marcial em Agosto de 1943, os discursos oficiais de Cristiano refletiram a política oficial de cooperação com as forças invasoras, mas isso não o impediu de ser visto pelo povo dinamarquês como um homem de "resistência mental". Durante os primeiros dois anos da ocupação alemã, apesar da sua idade e situação precária, o rei insistia em dar um passeio no seu cavalo "Jubilee" todos os dias por Copenhaga, sem qualquer acompanhante, muito menos um guarda. Fazia-o para mostrar que não tinha abandonado os seus direitos de soberano durante a ocupação.
Em 1942, Adolf Hitler enviou um longo telegrama ao rei, onde lhe deu os parabéns por comemorar setenta-e-dois anos de idade. O rei respondeu apenas com uma fraseː Spreche Meinen besten Dank aus. Chr. Rex (Com os melhores cumprimentos, o rei Cristiano). Esta falta de cordialidade despoletou a chamada "Crise do Telegrama" e deixou Hitler furioso ao ponto de retirar o embaixador da Alemanha de Copenhaga e expulsar o embaixador da Dinamarca de Berlim. A pressão exercida pela Alemanha levou à demissão do governo liderado por Vilhelm Buhl e à sua substituição por um novo governo liderado pelo diplomata Erik Scavenius, que não pertencia a qualquer partido e que os alemães esperavam ser mais cooperante. Hoje em dia é também um facto aceite que Scavenius tinha toda a confiança do rei, que reconhecia o aumento da ameaça alemã na Dinamarca. De qualquer das formas, a pouca independência que a Dinamarca tinha conseguido manter nos primeiros anos da ocupação terminou abruptamente com o putsch alemão de 1943.
Depois de sofrer uma queda de cavalo a 12 de Outubro de 1942, o rei Cristiano ficou mais-ou-menos inválido durante o resto do seu reinado. O papel que tinha desempenhado na Crise da Páscoa de 1920 tinha afetado muito a sua popularidade, mas os seus passeios diários, a Crise do Telegrama e as histórias de apreço que se espalharam pelos círculos americano-dinamarqueses tornaram-no novamente popular, ao ponto de se transformar num símbolo nacional.

## Morte
Depois de morrer no Palácio de Amalienborg, Copenhaga, em 1947, Cristiano X foi enterrado junto de outros membros da família real dinamarquesa na Catedral de Roskilde, perto de Copenhaga. Apesar de ter apoiado as políticas de Erik Scavenius foi colocada uma bracelete semelhante à usada por membros da resistência dinamarquesa no seu caixão.

## Lendas e curiosidades

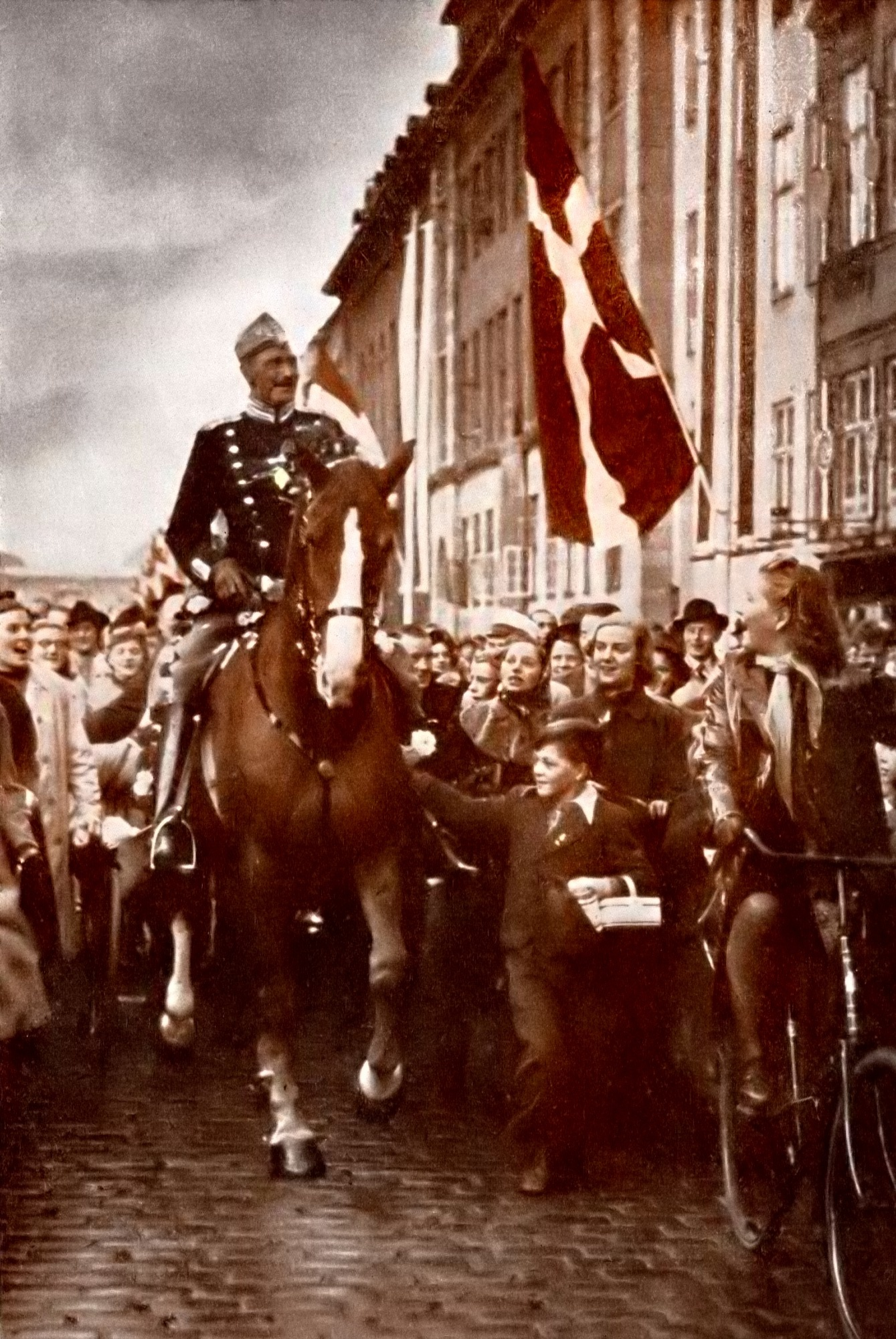
Um dos passeios do rei pelas ruas de Copenhaga.

A 22 de Novembro de 1942, o Washington Post publicou uma fotografia de Cristiano X. No artigo que a acompanhava, o jornal chamava-lhe, em tom jocoso, de vítima de Hitler, e dizia que a sua nação não se opunha com armas à ocupação alemão. Depois desta publicação, tornou-se importante para os dinamarqueses a residir na América provar o contrário e foram inventadas uma série de histórias durante o tumulto da guerra. A que teve mais sucesso foi uma história que dizia que o rei usava a estrela amarela de David como sinal de apoio para com os judeus.
O rei Cristiano costumava dar um passeio sozinho a cavalo todos os dias pelas ruas de Copenhaga, enquanto as pessoas lhe acenavam. Uma história apócrifa conta que, um dia, um soldado alemão disse a um rapaz que achava estranho o facto de o rei passear sem qualquer guarda-costas. Aparentemente, o rapaz terá respondidoː "Toda a Dinamarca é o guarda-costas dele.". Esta história foi contada no best seller de Nathaniel Benchley, "Bright Candles", assim como no livro "Number the Stars" de Lois Lowry. Uma música patriótica contemporânea chamada "Der rider en Konge" (Lá vai o rei a cavalo) centra-se nos passeios a cavalo do rei. Nesta canção, o narrador responde às perguntas de um estrangeiro sobre o facto de o rei não ter um guarda com "ele é o nosso homem mais livre" e afirma que o rei não é protegido por uma força física, mas sim pelos corações da Dinamarca.
Outra lenda popular, mas apócrifa é uma história divulgada na imprensa americana e refere-se supostamente ao facto de a bandeira da Alemanha ter sido colocada no Hotel d'Angleterre (que, na altura, estava a ser utilizado como quartel general da Alemanha em Copenhaga). Quando passou por lá a cavalo e viu a bandeira, o rei terá dito a um sentinela alemão que aquilo era uma violação do acordo de armistício e que a bandeira teria de ser retirada. O sentinela terá respondido que isso não seria possível, ao que o rei terá respondido que, se bandeira não fosse retirada, ele iria enviar um soldado dinamarquês para o fazer. O sentinela terá respondido que o soldado seria abatido, ao que o rei replicouː "o soldado dinamarquês serei eu." De acordo com esta história, a bandeira foi retirada. Noutra versão, os alemães queriam supostamente retirar a bandeira da Dinamarca do Palácio de Amalienborg e o rei Cristiano não o permitiu.
Uma forma popular a que os dinamarqueses recorriam para mostrar o seu patriotismo e resistência silenciosa à ocupação alemã era usar um pequeno botão quadrado com a bandeira dinamarquesa e a insignia do rei. Este símbolo chamava-se Kongemærket (pin do Emblema do rei).